# Margretheholmsvej
Margretheholmsvej er en vej, som ligger på Margretheholm i København, en kunstig halvø ud for Flådens område på Nyholm. Gaden udspringer fra Forlandet og løber op til gaderne Flyhangargade, Luftmarinegade og Søflygade. Halvøen blev opfyldt i 1920’erne og anvendt til at etablere en station for vandflyvemaskiner.

## Navn og udvikling
Området blev navngivet Margretheholm i 1947 efter Prinsesse Margrethe.
Mellem 2003 og 2014 blev boligbyggeriet Udsigten opført på Margretheholm. Projektet, tegnet af Vandkunsten, består blandt andet af en mere end 500 meter lang boligblok, der er knækket flere steder. Navnet Udsigten refererer formentlig til beboernes udsigt over både Øresund og København.